# Leperina spercheoides
Leperina spercheoides is een keversoort uit de familie schorsknaagkevers (Trogossitidae). De wetenschappelijke naam van de soort werd in 1878 gepubliceerd door Albert Léveillé.